# Bass Dhem
Bass Dhem né le 12 janvier 1955 au Sénégal, est un acteur, réalisateur, peintre, musicien et chanteur franco-sénégalais.

## Biographie
Né en 1955, à Thiès au Sénégal dans une famille Peul Torodo, Bass Dhem arrive en France en mars 1974. En 1978, malgré sa famille qui n'aime pas le théâtre, il intègre le Cours Simon à Paris. Pendant quatre ans, il pratique plusieurs petits métiers pour payer sa formation. De 1983 à 1985, il suit les cours du soir du Conservatoire Libre du Cinéma Français, section réalisation.
En 1983, il débute sur scène au Théâtre noir de Paris. Il enchaîne les pièces signées Copi, Jean Giraudoux, Shakespeare, Aimé Césaire, Moïse Touré, Jean Genet ou Guillaume Apollinaire. Il joue Iago dans Othello de Shakespeare mis en scène par Mahmoud Shahali. On le voit avec la compagnie des Negropolitains dans un spectacle musical qui à pour thème les chansons de Boby Lapointe.
Il tourne dans plusieurs courts-métrages et productions télévisées, parmi lesquelles : PJ, Plus belle la vie, Les Bracelets rouges et Il a déjà tes yeux.
Pour le cinéma, dès le début des années 1980, il joue des rôles secondaires pour Claude Zidi, Bertrand Blier, Jean Becker, Alain Gomis ou Claude Berri. Il interprète des personnages plus étoffés dans Dheepan de Jacques Audiard, Divines de Houda Benyamina, Il a déjà tes yeux de Lucien Jean-Baptiste et Damien veut changer le monde de Xavier de Choudens.
Il est aussi artiste peintre, harmoniciste et chanteur. Entre 1999 et 2005, il forme un duo musical Mix Brothers avec Franck Dimanche.

## Filmographie

### Cinéma

#### Longs métrages
- 1983 : Suicides de Jean-Claude Tchuilen
- 1983 : Banzaï de Claude Zidi : l'homme blessé
- 1983 : L'Africain de Philippe de Broca
- 1986 : Black Mic-Mac  de Thomas Gilou
- 1992 : Sam suffit de Virginie Thévenet : le chef de l'État Civil
- 1992 : Vagabond d'Ann Le Monnier : le gardien du square
- 1993 : Le Petit Prince a dit de Christine Pascal : l'acteur de théâtre
- 1993 : Un, deux, trois, soleil de Bertrand Blier
- 1995 : Élisa de Jean Becker
- 1995 : Adultère (mode d'emploi) de Christine Pascal : un policier
- 1997 : 100% Arabica de Mahmoud Zemmouri : un des trois Diop
- 1998 : Une journée de merde de Miguel Courtois : Félicien
- 1999 : Cour interdite de Djamel Ouahab : Yannis
- 1999 : Peut-être de Cédric Klapisch : Achille
- 2000 : Elle et lui au 14e étage de Sophie Blondy : Michel
- 2001 : L'Afrance d'Alain Gomis : Chérif
- 2001 : Les Rois mages de Bernard Campan et Didier Bourdon : le marabout
- 2005 : L'un reste, l'autre part de Claude Berri : Souleymane
- 2006 : Après l'océan d'Éliane de Latour : La Pagaille
- 2007 : Andalucia d'Alain Gomis : Moussa
- 2008 : Mes stars et moi de Lætitia Colombani : le buraliste
- 2012 : Un plan parfait de Pascal Chaumeil
- 2014 : Amour sur place ou à emporter d'Amelle Chahbi : le père de Noom
- 2015 : La Vie en grand de Mathieu Vadepied :  Idriss
- 2015 : Dheepan de Jacques Audiard : Azziz
- 2016 : Divines de Houda Benyamina : Monsieur Camara
- 2016 : Camping 3 de Fabien Onteniente : le vendeur de lunettes
- 2017 : Il a déjà tes yeux de Lucien Jean-Baptiste : Ousmane, le père de Salimata
- 2018 : Allons enfants de Stéphane Demoustier : le vigile
- 2018 : Les Bonnes Intentions de Gilles Legrand : Bah
- 2019 : Damien veut changer le monde de Xavier de Choudens : Souleyman
- 2019 : Rendez-vous chez les Malawa de James Huth : Wokabi
- 2020 : Mignonnes de Maïmouna Doucouré : El Hadj
- 2022 : La Dégustation d'Ivan Calbérac : Hakim
- 2023 : Bâtiment 5 de Ladj Ly : Bakari
- 2024 : Ni chaînes ni maîtres de Simon Moutaïrou : Barbe Blanche
- 2024 : Les Boules de Noël d'Alexandra Leclère : Maître Bangus

#### Courts métrages
- 1983 : AMA de Patrick Dekeyser
- 2006 : Tout est bon dans le cochon de Emma Perret
- 2006 : Noël de Mabeye Deme
- 2008 : Le Taureau fou de Mabeye Deme
- 2009 : Lulô Kanda de Lola Frederich
- 2010 : L'an 2008 de Martin Le Chevallier
- 2011 : Un bon bain chaud d'Antoine Desrosières : Babakar
- 2011 : La part de Franck de Dominique Baumard : Noël
- 2011 : Le Dormeur du val de Mabeye Deme
- 2015 : Bashung de Guillaume Orignac
- 2016 : Cinq nuits de Guillaume Orignac : Ibrahim
- 2016 : Animal de Jules Janaud et Fabrice Le Nezet : Marcel
- 2016 : Panthéon de Ange-Régis Hounkpatin

### Réalisation courts métrages
- 2004 : La Carte
- 2005 : La Chute
- La Table désertée

### Télévision

#### Téléfilms
- 1976 : Destinée de Monsieur de Rochambeau de Daniel Le Comte
- 1990 : Cavale de Serge Menard
- 1990 : Le Black d'Alain Carville
- 2000 : Oncle Paul de Gérard Vergez : le cycliste
- 2003 : Un bébé noir dans un couffin blanc de Laurent Dussaux
- 2005 : Un prof en cuisine de Christiane Lehérissey : Monsieur Thiam
- 2012 : Médecin-chef à la Santé d'Yves Rénier : le sans-papiers Wolof
- 2012 : Les délices du monde d'Alain Gomis : Lexou
- 2018 : Une mère sous influence, d'Adeline Darraux : Joseph Diomé

#### Séries télévisées
- 1998 : Les Vacances de l'amour, 2 épisodes : Bob
  - Saison 3, épisode 9 : Coup de folie de Pat Le Guen-Tenot
  - Saison 3, épisode 19 : La filière d'Emmanuel Fonlladosa
- 1998 : L'histoire du samedi, 1 épisode de Michel Vianey : Alexandre
  - Le matador
- 1998-2004 : PJ, 2 épisodes de Gérard Vergez
  - 1998 Saison 2, épisode 2 : Escroqueries : Aristide
  - 2004 Saison 8, épisode 4 : Côté jardin : Moussa
- 2000 : Les Cordier, juge et flic, 1 épisode de Paul Planchon : Alissé
  - Saison 8, épisode 4 : Crimes de cœur
- 2006 : Plus belle la vie, 4 épisodes : Hamilcar Diarra
  - Saison 2, épisode 118 : No 363 d'Emmanuelle Dubergey et Thierry Petit
  - Saison 2, épisode 119 : No 364 d'Emmanuelle Dubergey et Thierry Petit
  - Saison 2, épisode 121 : No 366 de Thierry Petit et Roger Wielgus
  - Saison 2, épisode 125 : No 370 de Thierry Petit et Roger Wielgus
- 2015 : Lanester, 1 épisode de Jean-Marc Brondolo : Diouf Sissoko
  - Saison 1, épisode 3 : Les enfants de la dernière pluie
- 2015 : Au service de la France, 1 épisode d'Alexandre Courtès : Félix N'Dia
  - Saison 1, épisode 3 : Un peu de soleil
- 2017- 2019 : Les Bracelets rouges de Nicolas Cuche : Grand-père Mehdi
  - 2017 : Saison 1, épisode 1
  - 2018 : Saison 1, épisode 3
  - 2018 : Saison 1, épisode 5
  - 2019 : Saison 1, épisode 7
  - 2019 : Saison 1, épisode 8
  - 2019 : Saison 1, épisode 10
  - 2019 : Saison 1, épisode 12
  - 2019 : Saison 1, épisode 14
- 2018 : Patriot, 4 épisodes de Steve Conrad : Moussa Ntep
  - Saison 2, épisode 2 : The Vantasner Danger Meridian
  - Saison 2, épisode 3 : The Guns of Paris
  - Saison 2, épisode 5 : Army of Strangers
  - Saison 2, épisode 6 : Fuck John Wayne
- 2020 : Il a déjà tes yeux, 6 épisodes de Lucien Jean-Baptiste : Ousmane
  - Saison 1, épisode 1
  - Saison 1, épisode 2
  - Saison 1, épisode 3
  - Saison 1, épisode 4
  - Saison 1, épisode 5
  - Saison 1, épisode 6
- 2020 : Je te promets, 12 épisodes de Arnaud Sélignac et Renaud Bertrand : le père de Mathis / Amidou Sangharé
  - Saison 1, épisode 1
  - Saison 1, épisode 2
  - Saison 1, épisode 3
  - Saison 1, épisode 4
  - Saison 1, épisode 5
  - Saison 1, épisode 6
  - Saison 1, épisode 7
  - Saison 1, épisode 8
  - Saison 1, épisode 9
  - Saison 1, épisode 10
  - Saison 1, épisode 11
  - Saison 1, épisode 12
- 2023 : Sous contrôle, 6 épisodes, de Charly Delwart : le berger.
- 2025 : Le Remplaçant (saison 3) : Joseph

#### Web-série
- 2015 : Persuasif de Harold Varango : Koné

## Doublage

### Télévision

#### Série télévisée
- 2020 : Blacklist : l'agent Frederick (Eric Stafford) (saison 8, épisode 3)

#### Série d'animation
- 2002 : Kabongo le griot, 13 épisodes de Pierre Awoulbe Sauvalle

## Théâtre

### Comédien
- 1983 : L'Ivrogne dans la brousse d'Amos Tutuola, mise en scène Line Hatchuel, Théâtre noir de Paris
- 1983 : Chaka et les poètes de la diaspora, mise en scène Youssoupha John
- 1983 : Aka le Serpent d'après des contes africains, mise en scène Mkuna Kashala
- 1986 : Fando et Lis de Fernando Arrabal, mise en scène Jean-Michel Vancon
- 1987 : La Mort d'Oluwemi d'Ajumako de Maryse Condé, mise en scène Becate Beyong
- 1989 : Les Beaux jours de Jean Grosjean, mise en scène Jacques Mérienne
- 1989 : Bouffes Africaines pour Tarzan Malade, avec Ferdinand Baths, Café théâtre Fontaine d'Argent (Aix-en-Provence)
- 1989-1990 : Le Destin glorieux du Maréchal Nnikon Nniku Prince qu'on sort de Tchicaya U Tam'si, mise en scène Gabriel Garran, TILF (Théâtre International de Langue Française de Paris)
- 1989-1992 : Les Négropolitains avec Ferdinand Baths, Festival d'Avignon
- 1990 : Les Escaliers du Sacré-Cœur de Copi, mise en scène Alfredo Arias, Théâtre de la Commune (Aubervilliers)
- 1994 : Supplément au voyage de Cook de Jean Giraudoux, mise en scène Mahmoud Shahali
- 1996 : Othello de Shakespeare, mise en scène Mahmoud Shahali, Théâtre de l'Épopée (Arcueil)
- 1996-1997 : La Tragédie du roi Christophe d'Aimé Césaire, mise en scène Jacques Nichet, cour d’honneur du Festival d'Avignon[4], Théâtre national de la Colline, en tournée
- 1997 : Les Négropolitains chantent Boby Lapointe de Ferdinand Batsimba, Festival d'Avignon, FrancoFolies de Montréal
- 1998-1998 : Les Deux Orphelines d'Adolphe d'Ennery et Eugène Cormon, mise en scène Régis Le Rohelec, Théâtre Claude-Debussy (Maison-alfort), Eldorado (Paris)
- 1999 : Orphée Noir, mise en scène Moïse Touré, Théâtre de l'Archipel (Guadeloupe)
- 2000 : Rêves de théâtre de Moïse Touré, mise en scène de l'auteur, Théâtre du Merlan (Marseille)
- 2002 : Les Inachevés de Moïse Touré, mise en scène de l'auteur, Théâtre du Merlan (Marseille)
- 2004 : Perdu le Nord de Yoan Lavabre, mise en scène de l'auteur, Théâtre Claude-Debussy (Maison-alfort)
- 2005-2010 : Clin d'œil à Boby Lapointe, textes de Boby Lapointe, mise en scène Bruno Dubois, Sentier des Halles (Paris), Théâtre L'Ogresse (Paris), Théâtre à l'Encre (Cayenne)
- 2006-2007 : La Route de Zakes Mda, mise en scène Eveline Guillaume, Les Tréteaux du Maroni (Guyane), Festival d'Avignon, Théâtre de La Chapelle du Verbe Incarné (Avigon)
- 2010 : Kaïdara d'Amadou Hampâté Bâ, mise en scène Eveline Guillaume, Les Tréteaux du Maroni (Guyane)
- 2011 : Papalagiu d'Erich Scheurmann, adaptation Marie Sachet, mise en scène Hamid Reza Javdan
- 2014-2015 : Les Nègres de Jean Genet, mise en scène Bob Wilson, Festival d'automne à Paris, Comédie de Clermont-Ferrand, Théâtre de l'Odéon
- 2015-2016 : Les Mamelles de Tirésias d'Apollinaire, mise en scène Ellen Hammer et Jean-Baptiste Sastre, Studio-théâtre de Vitry, Théâtre Garonne, La Comète (Châlons-en-Champagne), L'Avant-Seine (Colombes)